# Čokotin
Čokotin (cirill betűkkel Чокотин) egy falu Szerbiában, a Jablanicai körzetben, a Medveđai községben.

## Népesség
- 1948-ban 276 lakosa volt.
- 1953-ban 307 lakosa volt.
- 1961-ben 282 lakosa volt.
- 1971-ben 236 lakosa volt.
- 1981-ben 142 lakosa volt.
- 1991-ben 102 lakosa volt
- 2002-ben 56 lakosa volt,[1] akik mindannyian szerbek.[2]